# Sury-ès-Bois
Sury-ès-Bois è un comune francese di 290 abitanti situato nel dipartimento del Cher, nella regione del Centro-Valle della Loira.

## Società

### Evoluzione demografica
Abitanti censiti